# Otto Pfister
Otto Pfister (Colonia, 24 novembre 1937) è un allenatore di calcio ed ex calciatore tedesco.
È stato, tra l'altro, il selezionatore di diverse Nazionali africane: Senegal, Costa d'Avorio, Ghana, Togo, che ha allenato al Campionato mondiale di calcio 2006 ma di cui non era C.T. nel cammino di qualificazioni; e infine Camerun che ha condotto fino alla finale di Coppa d'Africa 2008 persa con l'Egitto per 1-0.

## Palmarès

### Giocatore
- Coppa del Liechtenstein: 2

Vaduz: 1961, 1962

### Allenatore

#### Club

##### Competizioni nazionali
- Campionati egiziani: 1

Zamalek: 2001-2002
- Coppa d'Egitto: 1

Zamalek: 2001-2002
- Lebanese Premier League: 1

Nejmeh: 2004-2005
- Supercoppa del Libano: 1

Nejmeh: 2004
- Elite Cup del Libano: 1

Nejmeh: 2004

##### Competizioni internazionali
- Coppa delle Coppe d'Africa: 1

Zamalek: 2000
- CAF Champions League: 1

Zamalek: 2002

#### Nazionale
- Coppa Cabral: 2

Senegal: 1979, 1980
- Campionato mondiale Under-17: 1

Ghana: 1991
- Bronzo olimpico: 1

Ghana: Barcellona 1992